# Долинский, Люциан Петрович
Люциа́н Петро́вич Доли́нский (фамилия после усыновления Прихо́дько; 1942, Долинка, Карагандинская область — 2 декабря 2014, Санкт-Петербург) — советский и российский художник, скульптор.

## Биография
Родился в отделении Долинка Карагандинского исправительно-трудового лагеря. В 1946 году вместе с приёмной матерью был выслан в Курган-Тюбинскую область Таджикской ССР; с 1950 года жил в Сталинабаде, где в 1963 г. окончил декорационное отделение республиканского художественного училища; дипломная работа — постановка оперы «Аида» Верди в Академическом театре оперы и балета им. Айни (Душанбе). Учился на художественно-графическом отделении Педагогического института им. А. И. Герцена и историческом факультете ЛГУ им. А. А. Жданова, но по состоянию здоровья обучение не завершил и в 1965 году с семьей переехал в Кызыл, где создал детскую художественную школу. С 1967 г., после первых выставок, был обвинён в буржуазной идеологии, лишён права преподавать, скитался по разных городам (Кемерово, Томск, Душанбе, Советск); работал штурманом, скульптором, художником-декоратором, художником-конструктором.
С 1987 г. жил в Ленинграде.
Состоял членом товарищества «Свободная культура» и творческой мастерской Кино-Фот-703 (отделение товарищества «Свободная культура»). Вёл курсы рисования для детей-инвалидов.
В 1997 г. получил справку о реабилитации.
Умер у себя дома после продолжительной болезни, был кремирован; прах развеян над Финским заливом весной 2015 г.

### Семья
Жена — Татьяна Баранова.

## Творчество
Работы экспонировались в галерее «Art & you».
Работы хранятся в Музее нонконформистского искусства.

### Персональные выставки
- Дом культуры, Советск (Калининградская область, 1973) — вызвала протест властей, скульптурные работы были уничтожены[7][10].
- Выставочный зал «Галерея „Новый Пассаж“» (Санкт-Петербург, 1992)
- Музей нонконформистского искусства (2002)[11]
- галерея «Арт-Лига» (2013)[12]

### Участие в выставках
1967
- Республиканская выставка (Кызыл, Тувинская АССР)

1968
- Зональная выставка Сибири (Красноярск)

1969
- Областная выставка (Кемерово)
- Областная выставка (Томск)

1971
- Городская выставка (Дом культуры, Советск, Калининградская область)

1972
- Городская выставка (Дом культуры, Советск, Калининградская область)
- Областная выставка (Красноярск)

1973
- Городская выставка (Дом культуры, Советск, Калининградская область)

1974
- Городская выставка (Дом культуры, Советск, Калининградская область)
- Областная выставка (Красноярск)

1975
- Городская выставка (Рига)
- Городская выставка (Псков)
- Зональная выставка (Дом культуры, Советск, Калининградская область)
- Зональная выставка (Красноярск)

1987
- выставка ТЭИИ (Выставочный зал на Охте, Ленинград)

1989
- выставка ТЭИИ (Выставочный зал на Охте, Ленинград)

1990
- Первая Биенале (Ленинград)
- Выставка художников с Пушкинской, 10 (Томск)
- Выставка, посвящённая Ван Гогу (Выставочный зал, Литейный, 57, Ленинград)
- Фестиваль Галерей (ЦВЗ «Манеж», Ленинград)
- Выставка в Доме Художников (Крымский Вал, Москва)
- Выставка художников с Пушкинской, 10 (Центр Хаммера, Москва)

1991
- Выставка художников с Пушкинской, 10 (Воркута)
- Выставка в музее Революции (Санкт-Петербург)
- турне по Франции, Бельгии
- Выставка Санкт-Петербург «3 дня» (Дом журналистов, Санкт-Петербург)
- Выставка «Ковчег XXI» гуманитарного фонда «Свободная Культура» (Выставочный зал на Охтее, Санкт-Петербург)

1993
- «Весь Петербург-93» (ЦВЗ «Манеж», Санкт-Петербург)

1994
- Выставка в музее Хлебникова (Астрахань)

1995
- «Третья Биенале» (Санкт-Петербург)
- «Весь Петербург-95» (ЦВЗ «Манеж», Санкт-Петербург)
- «Выставка художников фонда „Свободная Культура“ в мэрии» (Смольный, Санкт-Петербург)

1996
- «Весь Петербург-96» (ЦВЗ «Манеж», Санкт-Петербург)

1997
- «Весь Петербург-97» (ЦВЗ «Манеж», Санкт-Петербург)

1998
- «Галерея-103» (Пушкинская 10; Санкт-Петербург)

2009
- II Международный фестиваль независимого искусства «Уровень моря»[13]

2012
- «Пушкинская-10. Территория Свободы»[14]